# Séverine Brémond
 Séverine Brémond  (n. Séverine Beltrame 14 de agosto de 1979 en Montpellier, Francia) es una tenista profesional Francesa.
El 10 de julio de 2006, Brémond alcanzó hasta esa época su mejor puesto en individuales en el escalafón: n.º 65, ello debido a que alcanzó los cuartos de final en el Tornep de Wimbledon del 2006, siendo hasta el día de hoy la primera y única vez que ha alcanzado dicha instancia en un torneo de Gran Slam. En su carrera a los cuartos de final, Brémond venció a Patty Schnyder, entonces n.º 10 del Escalafón, la Argentina Gisela Dulko en la Tercera Ronda, a la japonesa Ai Sugiyama en la cuarta ronda, para perder finalmente con Justine Henin, la eventual finalista, por 6–4 6–4. Brémond también alcanzó la Segunda Ronda del Abierto de Estados Unidos en dicho año, ronda en la que perdió con la rusa Maria Kirilenko por 6–2 y 6–3. Asimismo alcanzó los cuartos de final del Torneo Wismilak International Open, venciendo a Trudi Musgrave y Sandy Gumulya, para luego perder contra la eventual ganadora del Torneo Svetlana Kuznetsova. Luego de dichos triunfos ascendió hasta el puesto n.º 47 del escalafón.
Brémond ganó su primera semifinal de un torneo de la WTA en Bangkok, Tailandia. En dicho campeonato venció a Ryoko Fuda, Klára Zakopalová y Eleni Daniilidou (salvando tres puntos para partido en el segundo set) llegando a la semifinal donde perdió ante la local y favorita Tamarine Tanasugarn. Luego de ello ascendió a ser n.º 43 del escalafón mundial.
El último evento de Bremond 2006 fue el Bell Challenge en Quebec, Canadá, donde fue la sembrada n.º 4. Venció a Jill Craybas en la primera ronda, Gréta Arn en la segunda y a Martina Suchá en los cuartos de final, para alcanzar su segunda semifinal en línea. Luego perdió con Olga Poutchkova en tres mangas. Luego de llo logró meterse por primera vez entre las 40 primeras del Mundo, al ser n.º 38 del escalafón.
A inicios de 2007 Bremond jugó el Mundial Australiano Femenino de Canchas Duras, venciendo a Iveta Benešová en la primera ronda y siendo derrotada por Tathiana Garbin en la segunda. Luego alcanzó la segunda ronda del Moorilla Hobart International donde fue vencida por la China Jie Zheng luego de ganarle a la holandesa Michaella Krajicek. Her next tournament was a Grand Slam event; the Australian Open. Luego del torneo Toray Pan Pacific Open, alcanzó su mejor puesot en el escalafón, al ser n.º 34 en el mundoluego de vencer a la también francesa Marion Bartoli en la primera ronda. Luego perdió en la siguiente ronda a la italiana Roberta Vinci.
A pesar de no haber ganado torneo alguno en dobles de la WTA, llegó a las Semifinales de los Dobles Mixtos en el Campeonato de Wimbledon 2007, haciendo pareja con Fabrice Santoro.